# Fytovit
Fytovit je speciální kapalné vícesložkové hnojivo určené k léčbě a prevenci chlorózy. Nedoporučuje se na list aplikovat při přímém slunečním záření.

## Výrobce
Výrobcem hnojiva Fytovit byl dlouhá léta podnik Duslo Šaľa, který také do roku 2009 vlastnil zapsanou ochrannou známku „FYTOVIT“. V současnosti je jediným výrobcem hnojiva Fytovit slovenská firma Agrichem Ximix s. r. o., která ho v minulosti dodávala na český trh prostřednictvím firmy VOCHS Bohemia s. r. o., a dnes ho dodává prostřednictvím firmy Forestina s. r. o.

## Určení
Fytovit je určený pro okrasné rostliny, révu vinnou, zeleninu (košťáloviny, rajčata ap.), bobuloviny (rybíz, angrešt ap.), jahody, jádroviny (jabloně, hrušně ap.), peckoviny a jahodník.
Používá se u rostlin, které trpí latentním nedostatkem železa, hořčíku nebo síry a na léčení chlorózy způsobené nedostatkem uvedených prvků. Vhodné je použití na stanovištích s vysokým obsahem vápníku, při použití vysokého množství fosforečných hnojiv a v oblastech s častým výskytem chloróz.

## Použití
Hnojivo je možné aplikovat formou zálivky i postřiku na list. Doporučuje se použití 0,3 - 0,8% roztoku, což odpovídá 3 - 8 mililitrům hnojiva na litr vody. Provádí se 4 - 6 postřiků za vegetaci ve čtrnáctidenních intervalech.

## Chemické složení
- 8,5 % dusík
- 3,6 % hořčík
- 3,2 % síra
- 0,8 % železo
- 0,2 % titan
- růstový stimulátor

## Rizika
Přípravek se nedoporučuje míchat s listovými hnojivy, která obsahují fosfor. Postřik je škodlivý pro včely.